# 雪割草 (小説)
『雪割草』（ゆきわりそう）は、横溝正史の長編小説である。1940年6月から1941年12月まで『京都日日新聞』に連載された。
横溝作品としては唯一の家庭小説で、出生の秘密を抱えた主人公・有爲子（ういこ）が、苦労を重ねながら、妻、母として成長していく物語である。
2018年3月に戎光祥出版から単行本、2021年4月にKADOKAWAから文庫本（角川文庫）が刊行された。

## 概要と解説
『雪割草』は、二松學舍大学と世田谷文学館とに所蔵されている数編の草稿から、戦時下の「現代物」と思われる「幻の長編」とされていた。その後、二松學舍大学教授の山口直孝が題名をヒントに雪国の地方紙を調べ、1941年6月12日 - 12月29日の『新潟毎日新聞』（途中の8月1日から『新潟新聞』と統合して『新潟日日新聞』）に連載されていたことを発見し、2018年3月8日に戎光祥出版から単行本が刊行された。この時点では最終回の上部が28行分欠損していたため、不足部分を山口と探偵小説研究家の浜田知明が補った。
その後、探偵小説研究家・沢田安史の調査により『京都日日新聞』で1940年6月11日 - 1941年12月31日に連載されていたことが判明し、これが初出とされている。他の連載としては『九州日日新聞』（『愛馬召さるゝ日』の別題にて）1940年10月7日 - 1941年7月15日、『徳島毎日新聞』1941年1月11日（マイクロフィルム欠落のため推定） - 8月2日が判明している。2021年4月23日にKADOKAWA（角川文庫）から刊行された文庫本は、『新潟日日新聞』最終回の欠落部分を『京都日日新聞』のテキストに差し替えるなどの校合を行ったうえで決定版とされている。
横溝作品としては唯一の家庭小説で、出生の秘密を抱えた主人公・有爲子（ういこ）が、苦労を重ねながら妻、母として成長していくのが物語の筋となる。横溝は、『新潟毎日新聞』での連載前の予告で「風雪に痛められ、荒々しい運命に蹂躙され、息も絶えがてな一人の女を取り上げる。だが彼女は負けないだろう。凍った雪の下から、いつか芽を出し花を咲かせる雪割草のように、彼女は生き抜いていくだろう。」と、本作の主題について述べている。
有爲子の夫となる日本画家の賀川仁吾は、くずれたお釜帽にもじゃもじゃの髪、よれよれの袴といった風貌や、興奮するとどもる癖など、後の金田一耕助と共通する部分が多い。また1937年に始まった日中戦争を背景に、家族を抱え創作に苦悩する点など、当時の横溝自身を投影した面も見られる。

## あらすじ
信州・上諏訪の実力者である緒方順造の一人娘・有爲子（ういこ）は、旅館「鶴屋」の息子・宮坂雄司との婚礼の直前に破談を申し渡された。破談の原因は、有爲子が順造の実子ではなく、亡き妻・さきの私生児であることが分かったことにある。激怒した順造は脳溢血で倒れ、死の直前に有爲子の恩師である小学校教師の山崎に後を託してこの世を去る。山崎から本当の父親が別にいることを知らされた有爲子は、順造が残した手紙を元に、実の父親を知るという賀川俊六を訪ねるため上京する。
ところが、有爲子が身を寄せた恩田勝五郎は、かつて順造の恩義を受けた身でありながら、順造の遺産を受け継いだ有爲子から甘い汁を吸おうとする食わせ者であった。しかも訪ねた俊六は既に故人であったため、有爲子は落胆する。また、上京する際の列車に乗り合わせた青年こそ、俊六の息子の仁吾であったことを知るが、彼と連絡するすべのない有爲子は途方に暮れる。そのうえ恩田に陥れられ、危うく宮坂の妾にされそうになり、難を逃れて道路に飛び出した有爲子は、通りかかった自動車にはねられ、病院に運ばれる。
自動車に乗っていたのはメリヤス輸出業者の父を持つ蓮見邦彦で、蓮見は有爲子の手荷物の中に賀川俊六宛ての手紙を見つけ、交際相手の五味美奈子を介して賀川仁吾を病院に呼び出す。仁吾は、日本画家の大家である美奈子の父・五味楓香（ごみ ふうこう）の弟子であった。有爲子と列車に乗り合わせた後、俊六の死後引き払った自宅で行き違いになったこともあり気にかかっていた仁吾は、彼女と再会できたことに胸をなでおろす。意識を取り戻した有爲子も、仁吾との再会を喜ぶ。しかし、恩田が有爲子の通帳と印鑑を持って夜逃げしたことを知り、無一文になり身を寄せる家もない身となったことを嘆く。そこへ駆けつけた美奈子が、有爲子を五味家に引き取ると申し出る。
五味家に引き取られた有爲子に会った楓香は、彼女の母親の名前が「さき」であることを聞き、有爲子がかつて愛した女性の娘であることに気づく。そこへ谷川岳にキャンプに出かけていた息子・與一の遭難の知らせが入り、楓香たちは留守を仁吾と有爲子に任せて谷川岳に向かう。ほどなくして與一の無事を聞いて安心した有爲子は、仁吾に俊六宛ての手紙を見せ、実の父親のことを尋ねに上京したことを話し、仁吾が俊六から何も聞かされていないと知ると、楓香たちが戻ってきたら五味家を出ることを告げる。すると、仁吾が有爲子に結婚を申し入れ、有爲子は驚きながらも互いの気持ちを確かめ合う。そこへひと足先に戻ってきた美奈子に仁吾は、有爲子が五味家を出ること、自分と結婚することを告げる。仁吾を思っていた美奈子は悲しみの気持ちを抑えて2人を祝福して見送る。しかし、2人が留守の間に何の挨拶もなく出て行ったことに激怒した楓香の妻・梨江は、仁吾に五味家への出入りを禁じ、仁吾は事実上破門にされてしまった。
その後、楓香は仁吾が展覧会で賞を取れば破門を解く意向でいたが、脳溢血で倒れてしまい、身動きの取れない間に梨江が他の審査員に仁吾を受賞させないように働きかけ、仁吾は落選してしまう。実は、楓香は梨江との結婚前に他の女性と同棲し、賀川俊六は楓香とその女性を支援していた。それを知った梨江が自殺を図り、さらに楓香の師匠である梨江の父親が病に倒れ、臨終の際に楓香は梨江との結婚を誓わされたのであった。梨江はそのときの屈辱と恨みを長年持ち続け、俊六の死後は恨みの対象を息子の仁吾に変え、積年の恨みを晴らそうとしていた。こうして有爲子と仁吾をさらなる苦難が待ち受ける。

## 登場人物
緒方有爲子（おがた ういこ）
主人公。宮坂雄司との婚約を突然解消され、続けて、自分の出生の秘密を知らされる。
緒方順造（おがた じゅんぞう）
上諏訪の実力者。有爲子の育ての親。婚約解消の衝撃で倒れ、還らぬ人となる。
木實（このみ）
有爲子の友人。孤児の境遇で苦労して育ち、芯が強い。
山崎（やまざき）
小学校教師。有爲子・木實の恩師で周囲から敬愛されている。
宮坂雄司（みやさか ゆうじ）
上諏訪の旅館鶴屋の跡取り息子。有爲子に執着している。
うた屋（うたや）
上諏訪の呉服屋。雄司の意向を受けて仲介役を努める。
恩田勝五郎（おんだ かつごろう）
緒方順造に恩顧を受けた人間。有爲子の世話をしつつ、陥れることを画策する。
賀川仁吾（かがわ じんご）
日本画家。五味楓香の弟子で将来を嘱望されている。
五味楓香（ごみ ふうこう）
日本画家の大家。楓香塾を主宰し、後進の育成に努めている。
五味梨江（ごみ りえ）
楓香の妻。「楓香塾の淀君」と称されている。
五味美奈子（ごみ みなこ）
楓香・梨江の娘。明朗で活発な性格。
五味與一（ごみ よいち）
楓香・梨江の息子。中学1年生。
蓮見邦彦（はすみ くにひこ）
美奈子の交際相手。メリヤス輸出業者の父を持つ。
観月堂（かんげつどう）
五味家に出入りしている書画商。楓香から疎んじられている。
葛野京子（くずの きょうこ）
銀座の婦人洋服店ミネルバのマダム。

## 書誌情報
- 戎光祥出版『雪割草』、2018年3月8日、ISBN 978-4-86403-281-0
- KADOKAWA『雪割草』（角川文庫）、2021年4月23日、ISBN 978-4-04-109300-9